# 交響曲第3番 (リムスキー＝コルサコフ)
ニコライ・リムスキー＝コルサコフの交響曲第3番ハ長調作品32は、1866年から1873年に書き上げられた交響曲である。
1886年に改訂されている。シューマン的な交響曲第1番、東洋趣味的で交響詩に近い（最終改訂時に交響組曲とされた）第2番『アンタール』と異なり、古典主義への回帰が見られる。

## 初演
1874年初演

## 演奏時間
約33分

## 楽器編成
- 木管楽器
  - フルート 2
  - オーボエ 2
  - クラリネット 2
  - ファゴット 2
- 金管楽器
  - ホルン 4
  - トランペット 2
  - トロンボーン 3
  - チューバ 1
- 打楽器
  - ティンパニ
- 弦五部
  - 第1ヴァイオリン
  - 第2ヴァイオリン
  - ヴィオラ
  - チェロ
  - コントラバス

## 構成
- 第1楽章：Moderato assai - Allegro
  - ハ長調、4分の3拍子。序奏の付いたソナタ形式。最後はテンポを落としてハ短調で終結する。
- 第2楽章：Scherzo：Vivo - Trio：Moderato
  - 変ホ長調、4分の5拍子。トリオはロ長調、4分の3拍子。
- 第3楽章：Andante
  - ホ長調、8分の6拍子。切れ目なく第4楽章へ続く。
- 第4楽章：Finale：Allegro con spirito
  - ハ長調、4分の4拍子。ソナタ形式。コーダで第1楽章の第1主題が回帰する。